# Gaakurali
Gaakurali ist eine der südlichsten Inseln des Mulaku-Atolls im Süden des Inselstaates Malediven in der Lakkadivensee des Indischen Ozeans.

## Geographie
Die Insel liegt an der Südspitze des Atolls zusammen mit ihrer kleinen Schwesterinsel Kuradhigandu. Etwa fünf Kilometer weiter östlich liegen Kolhufushi und Dhihthundi, die südlichsten Inseln des Atolls im östlichen Riffsaum. Der westliche Riffsaum erstreckt sich sehr gerade nach Norden. Dort finden sich verhältnismäßig wenige Inseln.